# Куприянов, Алексей Валерьевич
Алексе́й Вале́рьевич Куприя́нов (род. 8 июля 1970, Ленинград) — российский биолог и энтомолог, а также историк науки, научный журналист, кандидат биологических наук (2005).

## Биография
В 1992 году закончил кафедру энтомологии биологического факультета СПбГУ. В течение пятнадцати лет руководил детским энтомологическим кружком. В 1995-1996 соискатель при Зоологическом институте РАН, в 1996-1999 обучался в аспирантуре Санкт-Петербургского филиала института истории естествознания и техники РАН.
В 2005 году защитил диссертацию «Развитие принципов систематики в XVII—XVIII вв.» по специальности История науки и техники и получил учёную степень кандидат биологических наук. Преподаватель кафедры зоологии беспозвоночных биологического факультета СПбГУ, доцент, читает курсы «Методы биологической систематики» и «Специальная зоология: Atelocerata». Доцент кафедры гуманитарных наук Санкт-Петербургского филиала НИУ ВШЭ.
Дал имена нескольким родам микроскопических бабочек. Одна из бабочек была названа в его честь.
Сооснователь сообщества Watching COVID-2019, публикующего альтернативную аналитику по распространению COVID-19 в России. Автор статей научной тематики на сайте «Полит.Ру». Автор трёх статей в Большой российской энциклопедии, участник русскоязычного раздела Википедии под никнеймом Alexei Kouprianov.

## Научные интересы
Энтомология. Философия и история науки и образования, экологическая история, социология знания. История ботаники и зоологии конца XVI — начала XIX вв и рационального сельского хозяйства. История науки и образования в России.
Занимался Digital humanities, разрабатывал методы компьютерной просопографии и исторической библиометрии, написал один и в соавторстве несколько статей по количественной истории науки, философии и высшего образования.

## Сочинения
Диссертация:
- Развитие принципов систематики в XVII—XVIII вв. : диссертация … кандидата биологических наук : 07.00.10. — Санкт-Петербург, 2005. — 229 с.
- Развитие принципов систематики в XVII—XVIII вв. : автореферат дис. … кандидата биологических наук : 07.00.10 / Ин-т истории естествознания и техники им. С. И. Вавилова РАН. — Москва, 2005. — 26 с. — скан в РГБ

Статьи на русском:
- Куприянов А. В. «От естественной истории к биологии: изменение представлений о природе у натуралистов и смена установок в школьных учебниках». Человек. Природа. Общество. Актуальные проблемы. СПб.: Изд-во С.-Петерб. ун-та, 1997. С. 271—276.
- Валерский О. В., Новикова А. В., Куприянов А. В. «Чешуекрылые насекомые (Lepidoptera)». Биоразнообразие и редкие виды национального парка «Себежский». СПб.: Изд-во С.-Петерб. ун-та, 2001. С. 125—137 (Труды СПбОЕ, Сер. 6. Т. 4.)
- Куприянов А. В. Предыстория биологической систематики: «народная таксономия» и развитие представлений о методе в естественной истории конца XVI--начала XVIII вв. Санкт-Петербург: Изд-во ЕУСПб, 2005. 60 с.

Статьи на английском:
- Kuprijanov, A. V. «Towards a natural system of the Incurvarioidea. Part 1: On the systematic position of Alloclemensia minima Kozlov, 1987 (Lepidoptera, Adelidae)». Atalanta. 1992a. 23 (3/4). P. 633—636.
- Kuprijanov, A. V. «Towards a natural system of the Incurvarioidea. Part 2: Procacitas gen. nov. for Alloclemensia orientella Kozlov, 1987, with new data on the distribution (Lepidoptera: Incurvariidae s. str.)». Atalanta. 1992b. 23 (3/4). P. 637—642
- Kuprijanov, A. V. «Towards a natural system of the Incurvarioidea. Part 3: Excurvaria gen. nov. for Incurvaria praelatella ([Denis et Schiffermüller], 1775) (Lepidoptera: Incurvariidae s. str.)». Atalanta. 1994a. 25 (1/2). P. 391—398.
- Kuprijanov, A. V. «Cauchas terskella--a new species of Adelidae s.str. (Lepidoptera) from Middle Asia». Atalanta. 1994b. 25 (1/2). P. 399—403.

Статьи в БРЭ:
- Левенгук Антони ван : [арх. 5 декабря 2022] / А. В. Куприянов, Р. А. Фандо // Большая российская энциклопедия : [в 35 т.] / гл. ред. Ю. С. Осипов. — М. : Большая российская энциклопедия, 2004—2017.
- Лестница существ : [арх. 20 июня 2022] / А. В. Куприянов // Большая российская энциклопедия : [в 35 т.] / гл. ред. Ю. С. Осипов. — М. : Большая российская энциклопедия, 2004—2017.
- Линней Карл фон : [арх. 21 октября 2022] / А. В. Куприянов // Большая российская энциклопедия : [в 35 т.] / гл. ред. Ю. С. Осипов. — М. : Большая российская энциклопедия, 2004—2017.